# Карл Густав Стенфлюкт
Карл Густав Стенфлюкт (швед. Carol Gustaf Stenflycht; 1724, Мейська Гурка, Річ Посполита — 1758, Франція) — французький військовик, лейтенант Королівського польського піхотного полку (ориг. Royal Pologne), онук Пилипа Орлика.

## Родина
Син доньки Пилипа і Ганни Орликів Анастасії Теодори Орлик (1699—1728) та шведського військовика Йогана Стенфлюкта (1682—1758). Влітку 1723 року Йоган Стенфлюкт одружився з Анастасією Теодорою Орлик у Гурі в Сілезії. Їхній син Карл Густав Стенфлюкт народився наступного року. Подружжя мало також доньку та сина Пилипа (1726—1739).
Анастасія Орлик була активною співробітницею й помічницею свого батька, допомагала йому листуватися з членами родини та політичними компаньйонами. Активним помічником гетьмана був і його зять Йоган Стенфлюкт. Він намагався допомогти Орлику з амністією від московського царя Петра І на вигідних умовах, однак його зусилля не увінчалися успіхом. Друга донька Орлика — Варвара, яка на час закінчення Великої Північної війни була дуже юною, політичними справами свого батька не займалася. Водночас після смерті старшої сестри вона замінила її дітям матір і стала черговою дружиною Стенфлюкта. У шлюбі з Варварою Орлик Стенфлюкт дітей не мав.

## Кар'єра
У 1749 році його було звільнено в чині лейтенанта Гольштейн-Готторпського лейб-драгунського корпусу, де він, очевидно, працював до 1746 року, але мав залишитися зі своєю зарплатою.
Він став французьким лейтенантом Королівського польського піхотного полку (яким командував його дядько Григор Орлик) в 1746 році, другим капітаном у 1747 році, майором близько 1750 року, підполковником у 1755 році і, як кажуть, був полковником у тому ж полку на момент смерті в 1758 році.
Був неодруженим.